# ولتاژ بالا (آلبوم ۱۹۷۵)
ولتاژ بالا (انگلیسی: High Voltage) نخستین آلبوم استودیویی ای‌سی/دی‌سی، بند هارد راک استرالیایی است که در ۱۷ فوریه ۱۹۷۵ فقط در استرالیا منتشر شد. همچنین نخستین آلبوم استودیویی جهانی آن‌ها در سال ۱۹۷۶ با همین عنوان با قطعه‌های کاملاً متفاوت منتشر شد.

## فهرست قطعه‌ها
همهٔ ترانه‌ها توسط انگس یانگ، مالکوم یانگ، و بان اسکات، به جز آنهایی که ذکر شده‌اند نوشته شده‌است.
| ساید اول | ساید اول                                 | ساید اول |
| شماره    | نام                                      | مدت      |
| -------- | ---------------------------------------- | -------- |
| ۱.       | «Baby, Please Don't Go» (بیگ جو ویلیامز) | ۴:۵۰     |
| ۲.       | «She's Got Balls»                        | ۴:۵۲     |
| ۳.       | «Little Lover»                           | ۵:۴۰     |
| ۴.       | «Stick Around»                           | ۴:۳۹     |

| ساید دوم | ساید دوم                             | ساید دوم |
| شماره    | نام                                  | مدت      |
| -------- | ------------------------------------ | -------- |
| ۱.       | «Soul Stripper» (A. Young, M. Young) | ۶:۲۵     |
| ۲.       | «You Ain't Got a Hold on Me»         | ۳:۳۱     |
| ۳.       | «Love Song»                          | ۵:۱۴     |
| ۴.       | «Show Business»                      | ۴:۴۶     |